# Punta Arenas Sandra Scabini Airport
Punta Arenas Sandra Scabini Airport är en flygplats i Chile.   Den ligger i provinsen Provincia de Magallanes och regionen Región de Magallanes y de la Antártica Chilena, i den södra delen av landet, 2 100 km söder om huvudstaden Santiago de Chile. Punta Arenas Sandra Scabini Airport ligger 48 meter över havet.
Terrängen runt Punta Arenas Sandra Scabini Airport är platt åt sydost, men åt nordväst är den kuperad. Trakten runt Punta Arenas Sandra Scabini Airport är nära nog obefolkad, med mindre än två invånare per kvadratkilometer.. Det finns inga samhällen i närheten. 
Trakten runt Punta Arenas Sandra Scabini Airport består i huvudsak av gräsmarker.